# ドミトロ・クレーバ
ドミトロ・イワノウィチ・クレーバ（Dmytro Ivanovych Kuleba、ウクライナ語: Дмитро́ Іва́нович Куле́ба、1981年4月19日 - ）は、ウクライナの政治家、外交官、2020年3月4日から2024年9月5日まで外務大臣を務めた。2020年3月13日からウクライナ国家安全保障・国防会議のメンバー。日本の報道では、「クレバ（外相）」などと呼ばれる。

## 概要
ウクライナ外務大臣として史上最年少で就任。ウクライナにおける欧州とユーロ大西洋統合担当副首相、欧州評議会のウクライナ常任代表、ウクライナ外務省の特命全権大使の役職を歴任した。
2017年12月には、世界政策研究所から2017年の最高のウクライナ大使に選ばれる。
英語、フランス語、ロシア語を話す。

## 経歴
1981年4月19日、ウクライナ東部の都市スームィで生まれる。父のイワン・クレーバは、1993年以来、キャリア外交官で、1997年以来、エジプト、チェコ共和国、カザフスタンのウクライナ大使、ウクライナ外務省副国務長官、ウクライナ外務副大臣を歴任し、2019年12月にアルメニア駐在大使に任命された。
2003年にキーウ大学の国際関係研究所において、国際法を専攻し、優等で卒業。

### 外交官としてのキャリア
- 2003年以降、ウクライナ外務省の最高法務顧問のサービスのアタッシェ[6]。

- 2004年から2005年、キーウ大学大学院国際関係研究所国際法研究科[7]。

- 2005年からウクライナ外務省法務支援部三等書記官[7][8]。

- 2005年から2009年、ウィーン国際機関政府代表部二等書記官（OSCE）[7][8]。

- 2010年から2012年までウクライナ外務大臣の事務局長、顧問、一等書記官[8]。

- 2013年からウクライナ人道問題担当副首相コスチャンティン・フリシチェンコ（英語版） の顧問[8]。

- 2013年からウクライナ文化外交財団（UART）を率いる[9]。

- 2013年11月から2014年2月まで、マイダン革命(尊厳の革命)に積極的に参加する[10]。

- 2014年6月、外務大臣パウロ・クリムキン（英語版）の戦略的コミュニケーション大使のポストに招待され、ウクライナ外務省に復帰し、ウクライナ外務省の戦略的コミュニケーションの作成、同省の業務への最新の通信技術の導入、ウクライナでのパブリック・ディプロマシーの形成に従事する[8]。

- 2016年4月9日、ウクライナ欧州評議会の常任代表に任命[11]。2017年12月、約70人の専門家が参加した世界政策研究所の調査結果によると、彼は海外で最高のウクライナ大使として認められた[12]。

- 2019年3月1日、Artistic Arsenalで、著書「War for Reality：How to Win in the World of Fakes、Truths and Communitys」を発表し、情報防御を維持してコミュニケーションで勝つ方法についてのアイデアを共有した[13]。

- 2019年8月29日以降、ホンチャルク内閣のウクライナ欧州・ユーロ大西洋統合担当副首相。ユーロ大西洋統合調整委員会の委員長[14]。

### ウクライナ外務大臣（2020年-2024年）
2020年3月4日からデニス・シュミハリ内閣の外務大臣にウクライナ史上最年少で就任する。
ドミトロ・クレーバは副首相を務めている間、ウクライナがNATO拡大パートナーの地位を獲得するための努力を強化し、外務大臣としての仕事を続けている。2020年6月12日、彼はウクライナへのNATO強化パートナーステータスの付与を歓迎した。クレーバによれば、前に外交官、軍隊、議員、諜報機関、作戦、組み合わせ、戦術的取り決めによる数か月の努力があり、この決定はウクライナが最も困難な問題についてNATOでコンセンサスを確保できることを示している。
2024年9月3日にウォロディミル・ゼレンスキー大統領が政府の大規模刷新を表明したことを受け、翌4日に議会に対して辞表を提出した。
2024年9月5日、議会はクレーバを賛成多数で正式に解任した。
2024年9月19日、ウクライナ国家安全保障防衛評議会のメンバーから解任された。
- アントニー・ブリンケン国務長官と（2021年8月5日、ワシントンD.C.）
- イギリスのリズ・トラス外務・英連邦・開発大臣と（2022年2月17日）
- アメリカのナンシー・ペロシ下院議長、ウォロディミル・ゼレンスキー大統領らと（2022年4月30日、キーウ）[21]

## 政治的見解

### ロシアの侵攻とドンバス戦争の平和的解決の過程
彼は、ロシアの対ウクライナ戦争に対する原則的な立場、ウクライナや世界の他の国々に対するロシアの攻撃的な政策に対する非難と反対で知られている。彼はロシアが侵略をやめ、ロシア連邦が一時的に占領したクリミアとドンバスの領土が占領から解放されてウクライナに返還されるまで、EUと米国の制裁圧力を維持すると一貫して主張している。ドミトロ・クレーバはまた、ロシアの歴史の改ざんやスターリン主義の弾圧時代をごまかそうとする試みにも反対している。同時に彼は、ウクライナは政治外交手段と「攻撃外交」を通じてドンバス戦争を平和的に解決する方法を模索すべきであると主張している。同時に、ドミトロ・クレーバによれば、ウクライナは「越えてはならない一線」を越えることはないという。: ドネツクおよびルハンシクのロシア占領政権の代表者とのいわゆる「直接対話」は行わない。州境の完全な管理の確立を要求し、占領中のロシア軍または違法武装組織の存在下でのドンバスの一時占領地域での選挙には同意しない。ロシアのシナリオに従わず、ドネツク州とルハンシク州の特定地区の再統合を主張するだろう。つまり、ウクライナ国内の国家決定に対するいかなる「拒否権」も持たない。
ロシアのウクライナへの本格的な侵攻の最初の数時間で、彼は次のように宣言した。「ウクライナは自らを防衛して勝利するだろう。世界はプーチン大統領を止めることができるし、そうしなければならない。行動するのは今だ」。ドミトロ・クレーバは世界に対し、次の5つの優先行動を直ちに講じるよう呼びかけた。ロシア連邦に対する壊滅的な制裁を直ちに発動し、ロシア連邦をSWIFTから切り離す。あらゆる形態におけるロシアの完全な孤立。ウクライナへの武器と装備の提供、財政援助の提供、人道援助の提供。わずか数時間のうちに、彼はロシアとの国交断絶を発表し、世界の他の国々に対し、ウクライナの例に倣うか、ロシアでの外交プレゼンスのレベルを下げるよう呼びかけた。

### ウクライナのEUおよびNATOへの加盟
ドミトロ・クレーバは、ウクライナのEU加盟 とNATO加盟を一貫して支持している。彼はまた、ウクライナにNATO加盟行動プログラムを提供することに賛成している。彼によると、ウクライナは欧州連合加盟よりも早くNATOに参加するだろうという。
クレーバは、ウクライナのアイデンティティは中央ヨーロッパであり、中央ヨーロッパの近隣諸国との関係の深化と統合は外交政策の優先事項の1つであると繰り返し指摘している。これは、特にハンガリーとの関係の正常化 と、ポーランドおよびリトアニアとのルブリン三角地帯の創設によって促進されるべきである。さらに、クレーバは、ウクライナと他の中央ヨーロッパ諸国との相互作用を強化することで、エネルギー源を多様化し、ヨーロッパのエネルギー安全保障を維持できると確信している。

### アジア戦略の始まり
クレーバは、「アジアにおけるウクライナの実用的で安定した多次元外交は、コロナウイルス後の世界における我が国の地位を強化するための戦略のもう一つの部分である」と確信しており、ヨーロッパとヨーロッパ大西洋のコースに加えて、ウクライナはアジア諸国との関係を発展させるための包括的な戦略が必要であるとしている。クレーバによると、アジア地域は「経済的側面と政治的側面の両方で発展の大きな可能性を示しており、この地域の一部の国は世界の舞台で影響力のあるプレーヤーである」という。

### ウクライナ語の保護
ドミトロ・クレーバは、ウクライナ語を擁護する明確な立場を知っており、ウクライナ語は「社会をつなぐ組織」であると信じている。

### 二重国籍
ドミトロ・クレーバ外相は、ウクライナが二重国籍を導入する可能性に対するバランスの取れた解決策を見つける必要があると信じている。彼は、独立以来、何百万人ものウクライナ人が海外に出て、他の国の市民になったが、それでもウクライナを助け、その市民であり続けたい考えていると強調している。同時に、彼は、二重国籍は公務員や政府高官には受け入れられないと指摘し、侵略国であるロシアとの二重国籍についての話し合いはあり得ないと強調している。

### 機会均等の外交
クレーバは外務大臣に就任して以来、特に外交における男女平等を実現する「機会均等外交」の原則を定めてきた。彼は、国連の女性のジェンダー監査の結果を実施するための委員会を設立した。また、機会均等の外交は、外務省を初の完全バリアフリー政府機関とする変革が含まれている。ドミトロ・クレーバはオレーナ・ゼレンシカ大統領夫人のイニシアティブ「バリアフリーに関する偉大な対話」とビアリッツ・パートナーシップの枠組みにおけるウクライナの約束の実施に関する覚書を組織Access.UAと署名することで始めた。

## 家族
- 父 - イワン・ドミトロビッチ・クレーバ（ウクライナ語版） ウクライナの外交官、駐カザフスタン共和国ウクライナ特命全権大使。
- 母 - エウヘーニヤ・ウォロジミリフナ・クレーバ。
- 妻 - エウヘーニヤ・クレーバ（ウクライナ語版）。NGO公的機関「ガーデンシティ」の創設者兼責任者。
- 子供 - エホール・クレーバ（2006年生まれ）、リュボフ・クレーバ（2011年生まれ）。